# Carlota Ciganda
Carlota Ciganda Machiñena (ur. 1 czerwca 1990 roku w Pampelunie) – hiszpańska golfistka, uczestniczka igrzysk olimpijskich w Rio de Janeiro. Zawodniczka ligi LPGA. 

## Igrzyska olimpijskie
Wzięła udział w zawodach golfowych na igrzyskach olimpijskich w Rio de Janeiro wraz z Azaharą Munos. Uzyskała kolejno: 67, 72, 78 i 73 punkty. Zdobyła łącznie 290 punktów, co uplasowało ją na 39. miejscu w końcowej klasyfikacji. 